# Andinobates dorisswansonae
La ranita venenosa punteada (Andinobates dorisswansonae) es una especie de anfibio de la familia Dendrobatidae, endémico de las cercanías de Falan, al norte del departamento del Tolima, Colombia.
Su piel es de fondo negro brillante o marrón oscuro con manchas rojas, anaranjadas o amarillas. Se distingue además de otros dendrobátidos similares porque tiene el primer y segundo dedo del pie fusionado, característica que comparte únicamente con una especie cercana, Andinobates daleswansoni. Los machos miden entre 16,2 y 17,1 mm de longitud y las hembras entre 17,5 y 19,4 mm.
Se encuentra entre la hojarasca, en bosques secundarios con buen dosel y presencia de bromelias, donde deposita sus renacuajos, a los que cuida y lleva en el dorso hasta una fuente de agua. Se alimenta de insectos, especialmente de hormigas.
Fue descubierta por Oscar Javier Gallego Carvajal de la Universidad del Tolima en un fragmento de bosque secundario de la vereda El Llano, en Falan. La descripción de la especie fue hecha junto con José Vicente Rueda Almonacid, Marco Rada, Santiago J. Sánchez Pacheco y Álvaro Andrés Velásquez Álvarez, de Conservación Internacional Colombia y fue publicada en Zootaxa en 2006.